# 高爾察克島

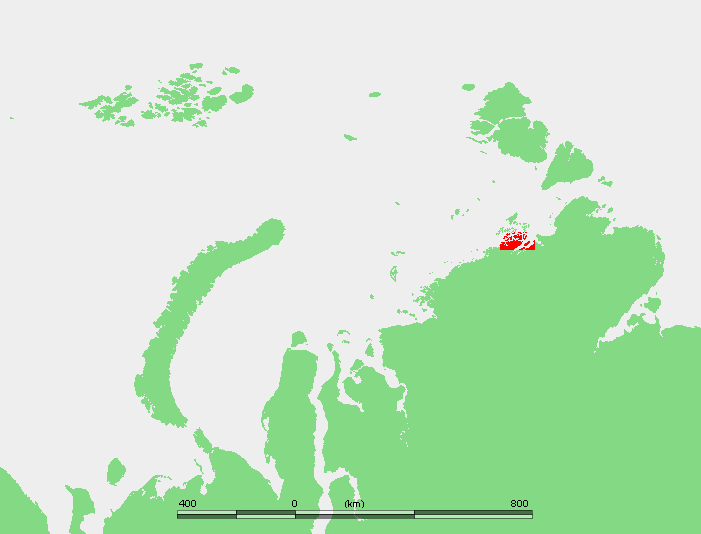

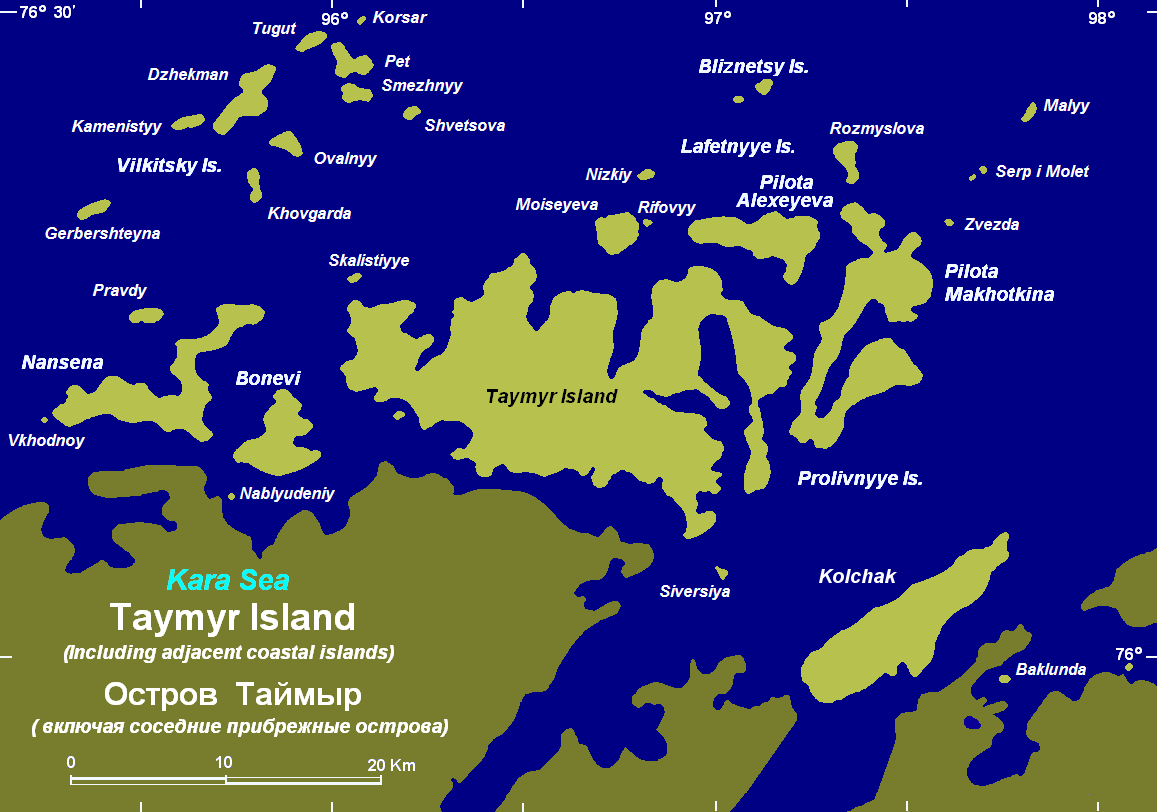

高爾察克島（俄语：Остров Колчака）是俄羅斯的島嶼，位於卡拉海的泰梅爾海灣，由克拉斯諾亞爾斯克邊疆區負責管轄，長21公里、最宽处寬6.5公里，最高點海拔高度50米，島上無人居住。
此島名稱源於俄羅斯內戰時的白軍領袖高爾察克，以紀念他在北極考察的貢獻。
高爾察克島距离泰梅尔海湾西端40公里，泰梅尔岛西南方向14公里。
当地气候恶劣，冬季长且艰苦，常有暴雪大风。高爾察克島周围海洋冬季被浮冰覆盖，即便夏季也有大片浮冰，因此全年大多数时间与大陆相连。
76°07′N 97°01′E / 76.117°N 97.017°E